# تور (آیووا)
تور (به انگلیسی: Thor) شهری در ایالت آیووا کشور ایالات متحده آمریکا است که جمعیت آن در سرشماری سال ۲۰۱۰ میلادی، ۱۸۶ نفر بوده‌است.